# 前進伊高斯
前進伊高斯（荷蘭語：Go Ahead Eagles，荷蘭語發音：[ˈɡoː əˈɦɛt ˈiɡəls]，直譯:前進鷹），一般簡稱「前進鷹」，是一支荷蘭職業足球會，現時於荷甲作賽，球會主場是迪阿迪拿索特球場，球會曾四度贏得本土聯賽冠軍，球會曾出過數位知名球員，例如華賀爾、奧華馬斯、高朗金、雲馬維克、迪斯奧等等。隊名Eagles源自英語中的「鷹」。

## 球會榮譽

### 本土錦標
- 荷蘭甲組聯賽 冠軍（4次）：1916–17, 1921–22, 1929–30, 1932–33
- 荷蘭丙組聯賽 冠軍（1次）：1958–59
- 荷蘭盃 冠軍（1次）：2024–25[2]